# Alpsko-himálajský systém
Alpsko-himálajský systém je rozsáhlý geomorfologický systém na zemském povrchu. Jeho páteří jsou vysoká pohoří vytvořená alpinským vrásněním ve třetihorách, když Afrika, Arabský poloostrov a Indický subkontinent narazily z jihu do Eurasie.
Při tomto vrásnění byla mimo jiné k Evropě připojena její jižní část (Pyrenejský, Apeninský a Balkánský poloostrov). Protichůdný pohyb zemských desek pokračuje dodnes a pohoří alpsko-himálajského systému tak nadále nepatrně rostou. Je možné, že za několik desítek milionů let se tak Evropa a Afrika pevně spojí a Středozemní moře zmizí.
Oblouk alpsko-himálajských pohoří je druhou seismicky nejaktivnější oblastí na Zemi (první je Tichomořský lem). Patří sem mj. následující pohoří:
- Atlas
- Ríf
- Sierra Nevada a Baleáry
- Pyreneje
- Kantaberské pohoří
- Apeniny
- Alpy
- Karpaty
- Balkanidy
- Dinárské hory
- Helenidy a Kréta
- Pontské hory
- Taurus
- Arménská vysočina
- Krymsko-kavkazská oblast
- Zagros
- Alborz
- Kūh-e Bīnālūd
- Hindúkuš
- Pamír
- Karákoram a Himálaj
- Východotibetská pohoří
- hory Zadní Indie, Malajský poloostrov, Sumatra a Jáva